# Mica, Mureș
Mica là một xã thuộc hạt Mureș, România. Dân số thời điểm năm 2002 là 4699 người.